# Burie
Burie je naselje in občina v zahodnem francoskem departmaju Charente-Maritime regije Poitou-Charentes. Leta 2009 je naselje imelo 1.264 prebivalcev.

## Geografija
Kraj leži v pokrajini Saintonge 20 km vzhodno od njenega središča Saintes.

## Uprava
Burie je sedež istoimenskega kantona, v katerega so poleg njegove vključene še občine Chérac, Dompierre-sur-Charente, Écoyeux, Migron, Saint-Bris-des-Bois, Saint-Césaire, Saint-Sauvant, Le Seure in Villars-les-Bois s 7.019 prebivalci.
Kanton Burie je sestavni del okrožja Saintes.

## Zanimivosti
- romanska cerkev sv. Leodegarja iz 12. stoletja.